# Szabó Zoltán Pál
Szabó Zoltán Pál (Budapest, 1953. március 11. –) képzőművész, független filmes, filmes szakíró.

## Élete
- 1984 Pannónia Filmstúdió Pannónia Filmstúdió, FKS (Fiatalok Kísérleti Stúdiója) alapító tag
- 1985 Egyén/Tömeg – Művészet, happening Film
- 1985 Mozgások, video-computer (NaQ)
- 1985 Kovásznai Gábor György emlékére, video-computer (NaQ)
- 1985 Teleológia, 16 mm
- 1985 Jövő idő, 16 mm
- 1985 2880, 16 mm
- 1986 Egy nem euklideszi tér geometriája, 16 mm
- 1995 Oikumené – New York, strukturalista videó-film

## Könyvek
2003 Lázadás a halál ellen, Salvador Dalí, Luis Buñuel, Andalúziai kutya, Áron Kiadó

## Cikkek
- 1993 A filmképen belüli mozgás szerialitása, Szellemkép
- 1993 Hiposztázis; Gömb, kör, pont – I. L. Galeta három filmjében, Szellemkép
- 1994 Az érzékiség, mint az esztétikai objektum másodlagos formája, N. Oshima Az érzékek birodalma című filmjében, Szellemkép
- 2007 A látható lélek (Eisenstein rajzai), Filmkultúra
- 2008 A képek és a szituációk beszélnek, Korszakváltás Jancsó Miklós művészetében, Filmkultúra
- 2008 A film: kép, Az új művészi nyelv Jancsó Miklós művészetében, Filmkultúra
- 2008 A pszichoanalízis, mint művészeti metanyelv az Andalúziai Kutya című film tükrében, Filmkultúra
- 2009 Cunnilingus vagy infibuláció - szerelemfelfogás Luis Buñuel filmjeiben, Muszter
- 2011 Az Aranykor mítosza, Filmvilág
- 2011 A filmidő, Filmvilág

## Előadások
- 1993 A szeriális film, Képzőművészeti Főiskola, Intermédia tanszék.
- 2000 A filmképen belüli mozgás szerialitása – 0 (nulla) film, Képzőművészeti Főiskola, Intermédia tanszék
- 1903 Luis Buñuel filmjei, Andalúziai kutya, Aranykor, Bárka filmklub
- 2000 A dementia preacox ábrázolása az Andalúziai kutya c. filmben, Bálint Ház, kulturális központ
- 2006 A pszichoanalízis, mint művészeti metanyelv az Andalúziai Kutya című film tükrében, I. Magyar Pszichoanalitikus Filmkonferencia
- 2007 A művészet metanyelve az Andalúziai Kutya című filmben, ELTE, Művészetelméleti és Médiakutatási Intézet, Filmelmélet és Filmtörténet Szak
- 2008 Cunnilingus vagy infibuláció – szerelemfelfogás Luis Buñuel filmjeiben, Reflexiók Martin Arnold előadásához, II. Magyar Pszichoanalitikus Filmkonferencia
- 2010 A paranoia, mint sajátos önreflexió Salvador Dalí filmjeiben, III. Magyar Pszichoanalitikus Filmkonferencia
- 2012 A pszichoanalízis, mint művészeti metanyelv Luis Bunuel filmjeiben, Ferenczi Sándor Egyesület, József Attila Társaság és a Petőfi Irodalmi Múzeum közös, Művészet és pszichoanalízis címen tartott műhelybeszélgetés-sorozata (előjegyzésben)

## Televízió
- 2004 Andalúziai kutya, Duna Televízió, Gong kulturális műsor
- Filmvetítés
- 1989 Műcsarnok, osztrák-magyar művészeti rendezvénysorozat,
- 1992 Láthatatlan Filmek Fesztiválja

## Külső hivatkozások
- szzp.netlab.hu Archiválva 2017. április 8-i dátummal a Wayback Machine-ben